# Hayden Wilde
Hayden Wilde (Taupō, 1º settembre 1997) è un triatleta neozelandese, vincitore della medaglia d'argento ai Giochi Olimpici di Parigi 2024 e di bronzo in quelli di Tokyo 2020.

## Biografia
E' allenato da Craig Kirkwood dal 2006.
Ha rappresentato la Nuova Zelanda ai Giochi olimpici estivi di Tokyo 2020, vincendo la medaglia di bronzo nella gara individuale, terminando alle spalle del norvegese Kristian Blummenfelt e del britannico Alex Yee. Nella prova a squadre ha concluso dodicesimo con Ainsley Thorpe, Tayler Reid e Nicole van der Kaay.

## Palmarès
- Giochi olimpici estivi

Tokyo 2020: bronzo nella gara individuale;
Parigi 2024: argento nella gara individuale;